# Glaphyromyrmex oligocenicus
Glaphyromyrmex oligocenicus är en myrart som beskrevs av Wheeler 1915. Glaphyromyrmex oligocenicus ingår i släktet Glaphyromyrmex och familjen myror. Inga underarter finns listade i Catalogue of Life.